# میسن نک (ویرجینیا)
میسن نک (به انگلیسی: Mason Neck) یک منطقهٔ مسکونی در ایالات متحده آمریکا است که در شهرستان فرفکس، ویرجینیا واقع شده‌است. میسن نک ۵۱٫۹ کیلومتر مربع مساحت و ۲٬۰۰۵ نفر جمعیت دارد و ۶٫۱ متر بالاتر از سطح دریا واقع شده‌است.